# Liste der Monuments historiques in Brulange
Die Liste der Monuments historiques in Brulange führt die Monuments historiques in der französischen Gemeinde Brulange auf.

## Liste der Objekte
| Bezeichnung                 | Beschreibung                                              | Standort                        | Kennzeichnung | Schutzstatus | Datum | Bild |
| --------------------------- | --------------------------------------------------------- | ------------------------------- | ------------- | ------------ | ----- | ---- |
| Skulptur Heiliger Sebastian | Holz und Stuck, farbig gefasst, Ende des 16. Jahrhunderts | in der Kirche St-Maurice (Lage) | PM57000775    | Inscrit      | 1985  |      |